# العوامرة المركز (العوامرة)
العوامرة المركز هي إحدى مشيخات المملكة المغربية، تتبع جغرافيا لإقليم العرائش وإداريًا لالعوامرة. يقدر عدد سكانها بـ 2340 نسمة حسب الإحصاء الرسمي للسكان والسكنى لسنة 2004.